# صباح اللامي
صباح اللامي (1960-) مغني وملحن عراقي

## حياته ومشواره الفني
ولد في دولة الكويت ونشأ فيها، انطلاقته الفنية كانت منها في ثمانيات القرن العشرين ، تخصص في غناء اللون الريفي العراقي ،أصدر أول ألبوم له بعنوان «24 أغنية» عام 1989  أصدر ألبومين بعدها بلوني «النقازي» والدوسري وبعد  الغزو العراقي للكويت  في عام 1990 هاجر بعدها إلى الدنمارك وعاش فيها لمدة خمسة سنوات ، لحين حصوله على فرصة تعاون مع  شركة الخيول في الإمارات العربية المتحدة وقام بتسجيل بعض الأغنيات القديمة منها أغنية «بين العصر والمغرب» وجديدة منها أغنية «تغرّبت عن أهلي» وموال «طالت غربتي» توالى بعدها في إصدار الألبومات مع عدة شركات فنية قدم عدة أغاني باللهجة الإماراتية منها «يا صيد الغزلان، تعال واحضني، ليتك» وأنثر العبرات

## ألبومات[3]
| الألبوم              | المنتج          | العام |
| -------------------- | --------------- | ----- |
| 24 أغنية             | فنون الجزيرة    | 1991  |
| زعلان خلي            | ستاليون         | 1993  |
| أحلى 20 أغنيه عراقية | ستاليون         | 1993  |
| جلسة طرب             | نجوم ميوزيك     | 2004  |
| جلسة طرب             | أي أم أي        | 2005  |
| يا صايد الغزلان      | فنون الجزيرة    | 2008  |
| يا خاين              | الأوتار الذهبية | 2011  |